# 福岡県道805号白木上辺春線
福岡県道805号白木上辺春線（ふくおかけんどう805ごう しらきかみへばるせん）は、福岡県八女市を通る一般県道である。

## 概要
八女市立花町白木から八女市立花町上辺春に至る。一部に民家がある他は山間部を通る道路で周辺に目立った施設は存在しない。

### 路線データ
- 起点：福岡県八女市立花町白木（熊本県道・福岡県道4号玉名八女線交点、南筑後広域農道上）
- 終点：福岡県八女市立花町上辺春（長瀬三ツ角交差点、国道3号交点）
- 総延長：10.1 km

## 路線状況

### 重複区間
- 南筑後広域農道（八女市立花町白木）

## 地理

### 通過する自治体
- 八女市

### 交差する道路
| 交差する道路                                                                 | 交差する場所 | 交差する場所            |
| ---------------------------------------------------------------------------- | ------------ | ----------------------- |
| 熊本県道・福岡県道4号玉名八女線 南筑後広域農道 / オレンジロード 重複区間起点 | 立花町白木   | 起点                    |
| 南筑後広域農道 / オレンジロード 重複区間終点                                 | 立花町白木   | 起点                    |
| 国道3号 国道325号 重複                                                       | 立花町上辺春 | 長瀬三ツ角交差点 / 終点 |

### 沿線
- 白木郵便局（起点付近）
- 辺春郵便局（終点付近）